# Iostephane
Iostephane là một chi thực vật có hoa trong họ Cúc (Asteraceae).

## Loài
Chi Iostephane gồm các loài: